# Jimmy Roberts
James Wilfred "Jimmy" ("Jim") Roberts, född 9 april 1940 i Toronto i Ontario, död 23 oktober 2015 i Saint Louis i Missouri, var en kanadensisk professionell ishockeyspelare och ishockeytränare.

## Spelare
Roberts tillbringade 15 säsonger i den nordamerikanska ishockeyligan National Hockey League (NHL), där han spelade för ishockeyorganisationerna Montreal Canadiens och St. Louis Blues. Han producerade 320 poäng (126 mål och 194 assists) samt drog på sig 621 utvisningsminuter på 1 006 grundspelsmatcher. Han spelade också på lägre nivåer för Cleveland Barons och As de Québec i American Hockey League (AHL) och Omaha Knights i Central Professional Hockey League (CPHL).
Roberts vann fem Stanley Cup-titlar med Canadiens för säsongerna 1964-1965, 1965-1966, 1972-1973, 1975-1976 och 1976-1977.

### Statistik
| 1958–1959  | Peterborough T.P.T's        | OHA-Jr.    | 54   | 2   | 8   | 10  | 34  | 19  | 0  | 0  | 0  | 2   |
| 1959–1960  | Peterborough T.P.T's        | OHA-Jr.    | 48   | 6   | 21  | 27  | 55  | 12  | 2  | 7  | 9  | 18  |
|            | Royaux de Montréal          | EPHL       | —    | —   | —   | —   | —   | 4   | 0  | 0  | 0  | 4   |
| 1960–1961  | Royaux de Montréal          | EPHL       | 51   | 7   | 18  | 25  | 55  | —   | —  | —  | —  | —   |
| 1961–1962  | Canadien junior de Montréal | EPHL       | 67   | 11  | 28  | 39  | 42  | 13  | 3  | 0  | 3  | 18  |
| 1962–1963  | Canadien junior de Montréal | EPHL       | 72   | 2   | 27  | 29  | 78  | 3   | 0  | 0  | 0  | 10  |
|            | Cleveland Barons            | AHL        | —    | —   | —   | —   | —   | 1   | 0  | 0  | 0  | 2   |
| 1963–1964  | Montreal Canadiens          | NHL        | 15   | 0   | 1   | 1   | 2   | 7   | 0  | 1  | 1  | 14  |
|            | Cleveland Barons            | AHL        | 9    | 1   | 3   | 4   | 4   | —   | —  | —  | —  | —   |
|            | As de Québec                | AHL        | 2    | 0   | 0   | 0   | 2   | —   | —  | —  | —  | —   |
|            | Omaha Knights               | CPHL       | 46   | 18  | 19  | 37  | 47  | —   | —  | —  | —  | —   |
| 1964–1965  | Montreal Canadiens          | NHL        | 70   | 3   | 10  | 13  | 40  | 13  | 0  | 0  | 0  | 30  |
| 1965–1966  | Montreal Canadiens          | NHL        | 70   | 5   | 5   | 10  | 20  | 10  | 1  | 1  | 2  | 10  |
| 1966–1967  | Montreal Canadiens          | NHL        | 63   | 3   | 0   | 3   | 16  | 4   | 1  | 0  | 1  | 0   |
| 1967–1968  | St. Louis Blues             | NHL        | 74   | 14  | 23  | 37  | 66  | 18  | 4  | 1  | 5  | 20  |
| 1968–1969  | St. Louis Blues             | NHL        | 72   | 14  | 19  | 33  | 81  | 12  | 1  | 4  | 5  | 10  |
| 1969–1970  | St. Louis Blues             | NHL        | 76   | 13  | 17  | 30  | 51  | 16  | 2  | 3  | 5  | 29  |
| 1970–1971  | St. Louis Blues             | NHL        | 72   | 13  | 18  | 31  | 77  | 6   | 2  | 1  | 3  | 11  |
| 1971–1972  | St. Louis Blues             | NHL        | 26   | 5   | 7   | 12  | 4   | —   | —  | —  | —  | —   |
|            | Montreal Canadiens          | NHL        | 51   | 7   | 15  | 22  | 53  | 6   | 1  | 0  | 1  | 0   |
| 1972–1973  | Montreal Canadiens          | NHL        | 77   | 14  | 18  | 32  | 28  | 17  | 0  | 2  | 2  | 22  |
| 1973–1974  | Montreal Canadiens          | NHL        | 67   | 8   | 16  | 24  | 39  | 6   | 0  | 0  | 0  | 4   |
| 1974–1975  | Montreal Canadiens          | NHL        | 79   | 5   | 13  | 18  | 52  | 11  | 2  | 2  | 4  | 2   |
| 1975–1976  | Montreal Canadiens          | NHL        | 74   | 13  | 8   | 21  | 7   | 13  | 3  | 1  | 4  | 2   |
| 1976–1977  | Montreal Canadiens          | NHL        | 45   | 5   | 14  | 19  | 18  | 14  | 3  | 0  | 3  | 6   |
| 1977–1978  | St. Louis Blues             | NHL        | 75   | 4   | 10  | 14  | 39  | —   | —  | —  | —  | —   |
| NHL totalt | NHL totalt                  | NHL totalt | 1006 | 126 | 194 | 320 | 621 | 153 | 20 | 16 | 81 | 120 |
| AHL totalt | AHL totalt                  | AHL totalt | 11   | 1   | 3   | 4   | 6   | 1   | 0  | 0  | 0  | 2   |
| CHL totalt | CHL totalt                  | CHL totalt | 46   | 18  | 19  | 37  | 47  | —   | —  | —  | —  | —   |

## Tränare
Efter spelarkarriären fortsatte han att arbeta inom ishockeyn och blev utsedd till tränare i tre omgångar och för tre olika NHL-organisationer. Först ut var det Buffalo Sabres där han ledde Sabres i 45 matcher under säsong 1981–1982 innan han blev ersatt av Scotty Bowman. Nästa tränarjobb dök upp tio säsonger senare, när han tog över tränarposten hos Hartford Whalers, det blev dock bara en säsong med dem. Roberts sista tränarjobb var med sitt gamla lag Blues när han ledde laget som temporär tränare mellan Mike Keenan och Joel Quenneville under säsong 1996–1997. Han pensionerade sig efter säsongen 2001-2002.

### Statistik
| Lag              | År        | Grundserie | Grundserie | Grundserie | Grundserie | Grundserie | Grundserie    | Slutspel                                          |  |
| Lag              | År        | Matcher    | Vinster    | Förluster  | Oavgjorda  | Poäng      | Placering     | Resultat                                          |  |
| ---------------- | --------- | ---------- | ---------- | ---------- | ---------- | ---------- | ------------- | ------------------------------------------------- |  |
| Buffalo Sabres   | 1981–1982 | 45         | 21         | 16         | 8          | (50)       | 3:e i Adams   | Blev ersatt av Scotty Bowman innan slutspelet.    |  |
| Hartford Whalers | 1991–1992 | 80         | 26         | 41         | 13         | 65         | 4:e i Adams   | Förlorade i första rundan.                        |  |
| St. Louis Blues  | 1996–1997 | 9          | 3          | 3          | 3          | (9)        | 4:e i Central | Blev ersatt av Joel Quenneville innan slutspelet. |  |
| Totalt           | Totalt    | 134        | 50         | 60         | 24         | 124        |               |                                                   |  |

### Övriga befattningar
- 1979–1981, 1982–1984: Assisterande tränare för Buffalo Sabres i NHL.
- 1984–1987: Assisterande tränare för Pittsburgh Penguins i NHL.
- 1988–1991: Tränare för Springfield Indians i AHL och förde laget till två raka Calder Cup-titlar för säsongerna 1989-1990 och 1990-1991.[5]
- 1994–1996: General manager och tränare för Worcester Icecats i AHL.
- 1996–1997, 1997–2002: Assisterande tränare för St. Louis Blues i NHL.[4]

## Privatliv
Den 23 oktober 2015 avled Roberts av cancer.